# Wikłacz płomienisty
Wikłacz płomienisty, wikłacz ognisty mały (Euplectes franciscanus) – zamieszkujący Afrykę gatunek ptaka z rodziny wikłaczowatych (Ploceidae). Występuje w strefie sawann: na południe od Sahary i na północ od równika w pasie ciągnącym się od Senegalu przez Kamerun, Sudan po Etiopię i Somalię. Został też introdukowany na Antylach i w okolicach Los Angeles (Kalifornia).

## Systematyka
Wyróżniono dwa podgatunki E. franciscanus:
- E. franciscanus franciscanus – Mauretania, Senegal i Gambia do Etiopii, Ugandy i północno-zachodniej Kenii.
- E. franciscanus pusillus – południowo-wschodnia Etiopia i Somalia.

## Morfologia
Opis gatunkuJak u wszystkich wikłaczy w porze godowej występuje wyraźny dymorfizm płciowy: samce w szacie godowej przybierają charakterystyczne ognisto-czarne upierzenie. Kolor czarny przeważa na brzuchu i wokół oka, brązowy na lotkach i sterówkach, a ogniście czerwony w przestrzeniach pomiędzy nimi. Samice, młode i samce w szacie spoczynkowej mają skromniejsze upierzenie: szarobrązowy wierzch i jaśniejszy spód. Jak inne wikłacze mają dość krótkie i silne nogi oraz grube, przystosowane do twardego pokarmu dzioby.
Średnie wymiary
- Długość: 
  - samiec: 13–15 cm,
  - samica: 11–12 cm.

## Tryb życia
BiotopOtwarte, trawiaste lub uprawne obszary, jednak w pobliżu stałych źródeł wody. Nocuje wśród wysokich trzcin na terenach zabagnionych.
PożywienieZiarna dzikich traw i zbóż uprawnych. Młode karmione są również owadami. Łączą się w duże stada, które wyrządzają spore szkody w uprawach prosa.
RozmnażanieTuż przed nastaniem pory deszczowej samiec przechodzi pierzenie i przybiera swoją ognistą szatę. Częścią składową toków jest budowa gniazda, którą wykonuje samiec, nie dopuszczając tam partnerki do czasu jego ukończenia. Gniazdo umieszczone jest wśród gęstych zarośli i ma kształt kuli, do której prowadzi wąski tunel. Gdy samica wybierze danego samca i wejdzie do jego gniazda po raz pierwszy, samiec wykonuje nieprzerwany „taniec” składający się z podskoków, stroszenia piór, skłonów i trzepotania skrzydłami. Samica składa 2–4 jasnoniebieskie jaja i wysiaduje je sama przez około 14 dni. Młode zaczynają widzieć po 6 dniach, a opuszczają gniazdo po 13. W pełni samodzielne są po dwóch tygodniach od opuszczenia gniazda.

## Status
IUCN uznaje wikłacza płomienistego za gatunek najmniejszej troski (LC, Least Concern) nieprzerwanie od 1988 roku. Liczebność populacji nie została oszacowana, ale ptak ten opisywany jest jako pospolity do bardzo licznego. Trend liczebności populacji uznawany jest za stabilny.